# Riu Kvichak
El riu Kvichak (en anglès Kvichak River) és un riu que es troba a sud-oest de l'estat d'Alaska, Estats Units. El riu discorre entre el llac llac Iliamna i la badia Kvichak, un braç de la badia de Bristol, després de 80 quilòmetres de recorregut per la península d'Alaska. Les comunitats d'Igiugig i Levelock es troben al llarg del riu. El Kvichak és completament navegable i es fa servir com una drecera pels vaixells que van de la badia de Cook a la badia de Bristol a través del llac Iliamna.
Històricament el riu fou emprat pels natius d'Alaska, que hi pescaven i hi navegaven. El nom del riu significa des- o fins- gran aigua, en referència al llac Iliamna, el llac d'aigua dolça més gran d'Alaska.